# Mirina christophi
Mirina christophi är en fjärilsart som beskrevs av Otto Staudinger 1887. Mirina christophi ingår i släktet Mirina och familjen Mirinidae. Inga underarter finns listade i Catalogue of Life.